# Doris Matte
Doris James Matte (Church Point (Louisiana), 20 april 1937 - Lake Charles, 10 oktober 2011) was een cajun-accordeonist. 
Matte leerde zichzelf als tiener accordeon spelen. In de jaren 1960  stichtte hij de band The Lake Charles Ramblers en hun eerste opname was The Tracks of My Buggy. Hij trad op in clubs in Houston (Texas) en Morgan City (Louisiana) en trad regelmatig op op verschillende lokale radio- en televisiezenders.
Matte werd opgenomen in de Hall of Fame van de Cajun French Music Association.